# Ясько, Даниил Александрович
Даниил Александрович Ясько (англ. Daniel Jasko; 1904 — 2002) — белорусский и американский евангелический проповедник, публицист, поэт и переводчик.
После распада Российской империи жил и трудился в Западной Белоруссии (в составе Польши) Совершал служение в городе Слониме. Автор трилогии «Вера, Надежда, Любовь», поэтического переложения Псалтыри, многочисленных стихотворений на духовные темы на русском и белорусском языках, которые публиковались в журналах «Христианский Союз», «Маяк», «Сеятель истины», «Христианин».
После второй мировой войны переехал в США. Работал в Русско-украинском евангельском баптистском союзе, осуществлял переводы духовных песнопений с английского на русский язык — в частности, перевёл на русский язык гимны Adeste fideles, Радуйся, мир! и др. В 1958 г. стал одним из учредителей христианского издательского общества «Компас» (Нью-Йорк — Филадельфия).
Являлся составителем нотного сборника «Гимны христиан» (1956)

## Наследие
- Сборники Д. А. Ясько